# Thomas Pothacamury
Thomas Pothacamury (* 2. September 1889 in Ravipadu, Britisch-Indien; † 18. Mai 1968) war ein indischer Geistlicher und römisch-katholischer Erzbischof von Bangalore.

## Leben
Thomas Pothacamury empfing am 17. Dezember 1916 das Sakrament der Priesterweihe für das Erzbistum Madras. Im Juni 1934 verlieh ihm Papst Pius XI. den Titel Päpstlicher Ehrenkämmerer und am 19. September 1938 den Titel Päpstlicher Hausprälat.
Am 9. April 1940 ernannte ihn Papst Pius XII. zum ersten Bischof von Guntur. Der Erzbischof von Madras, Louis Mathias SDB, spendete ihm am 29. Juni desselben Jahres in Madras die Bischofsweihe; Mitkonsekratoren waren der Bischof von Nellore, William Bouter MHM, und der Bischof von Bezwada, Domenico Grassi PIME.
Pius XII. bestellte ihn am 15. Oktober 1942 zum Bischof von Bangalore. Thomas Pothacamury wurde am 19. September 1953 infolge der Erhebung des Bistums Bangalore zum Erzbistum erster Erzbischof von Bangalore.
Am 11. Januar 1968 nahm Papst Paul VI. das von Pothacamury vorgebrachte Rücktrittsgesuch an und ernannte ihn zum Titularerzbischof von Thimida Regia.

## Schriften
- Higher Education in India. In: An Irish Quarterly Review. Band 34, Nr. 136, 1945, S. 465–473.
- The Church in independent India. Examiner Press, Bombay 1961, OCLC 463079756.